# ميدل أوف أونر: أندرغراوند
ميدالية الشرف: تحت الأرض
هي الجزء الثاني من سلسلة ميدالية الشرف الشهيرة تدور أغلب اللعبة تدور في مترو الإنفاق، يأخذ اللاعب دور باتيست مانون (استناداً إلى هيلين ديشامب آدامز)هي امرأة فرنسية من المقاومة الفرنسية وبعد فترة دخلت أمريكا الحرب وتلعب في أوروبا .شمال أفريقيا ,اليونان وألمانيا مونتي كاسينو. إلى ان تصل أخير إلى باريس ميدالية الشرف: تحت الأرض صدرت في 23 أكتوبر 2000

## وصلات خارجية
- ميدل أوف أونر: أندرغراوند على موقع IMDb (الإنجليزية)